# Тургенево (Мордовия)
Турге́нево — посёлок городского типа в Ардатовском районе Республики Мордовия России.

## География
Посёлок расположен на правом берегу реки Алатырь, впадающей в Суру. Раньше в районе села Тургенево была построена земляная плотина, которая позволяла использовать небольшой запас водной энергии реки. На левом берегу реки раскинулся на несколько сотен километров смешанный лес. Этот берег реки местами заболочен,где образовались торфяные болота, в которых добывался в небольшом количестве торф как топливо для местных нужд.Есть и песчаные карьеры,однако других полезных ископаемых в этом районе не обнаружено. Берега реки Алатырь густо заселены. Село Тургенево постепенно переходит в другое село — в 4 км от которого находится районный центр — гор. Ардатов.
Расстояние до ближайшей железнодорожной станции Басово 3 км.

## История

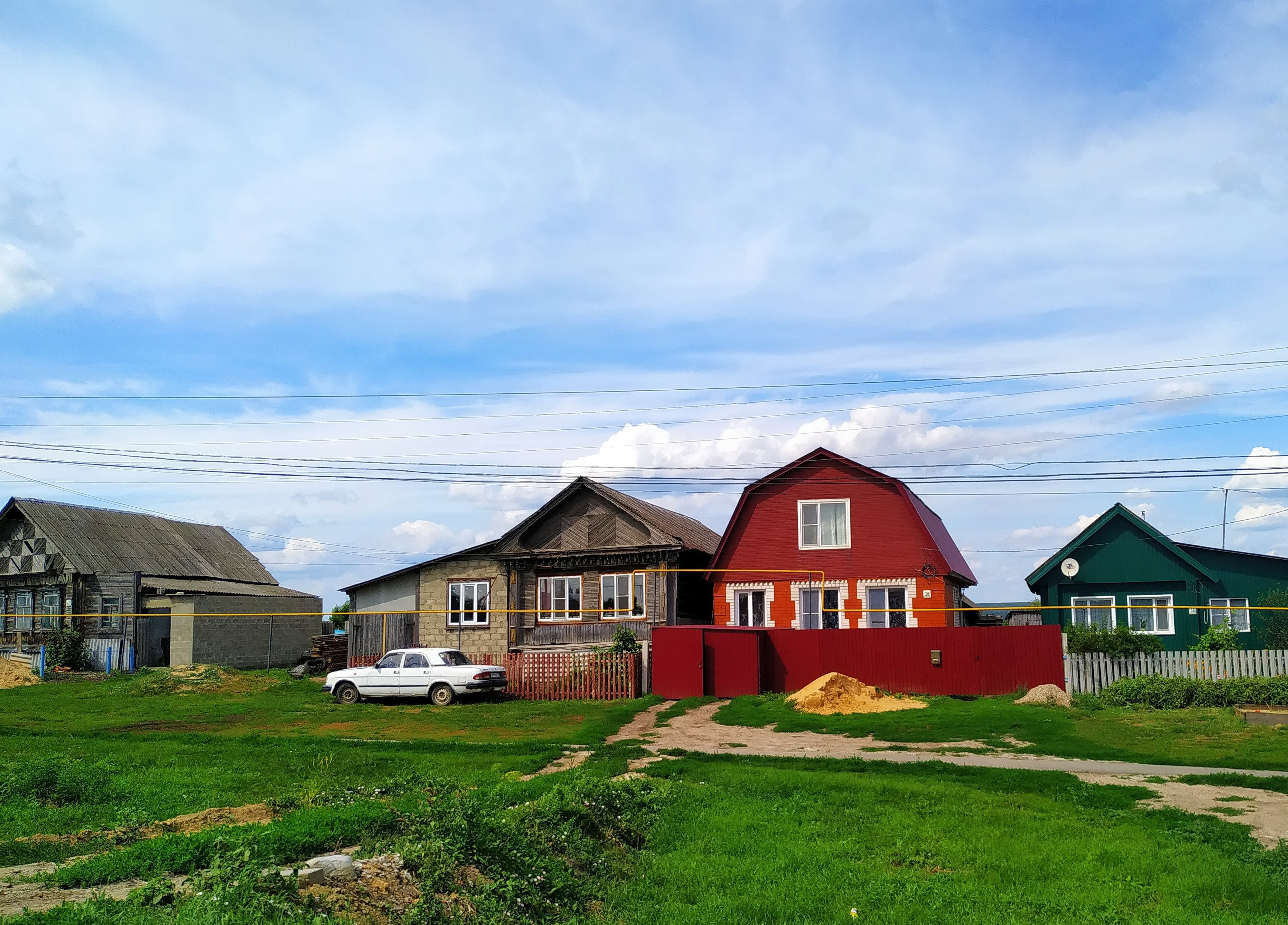
Тургенево

Село Тургенево получило своё название по фамилии дворянского рода Тургеневых, владевших им.

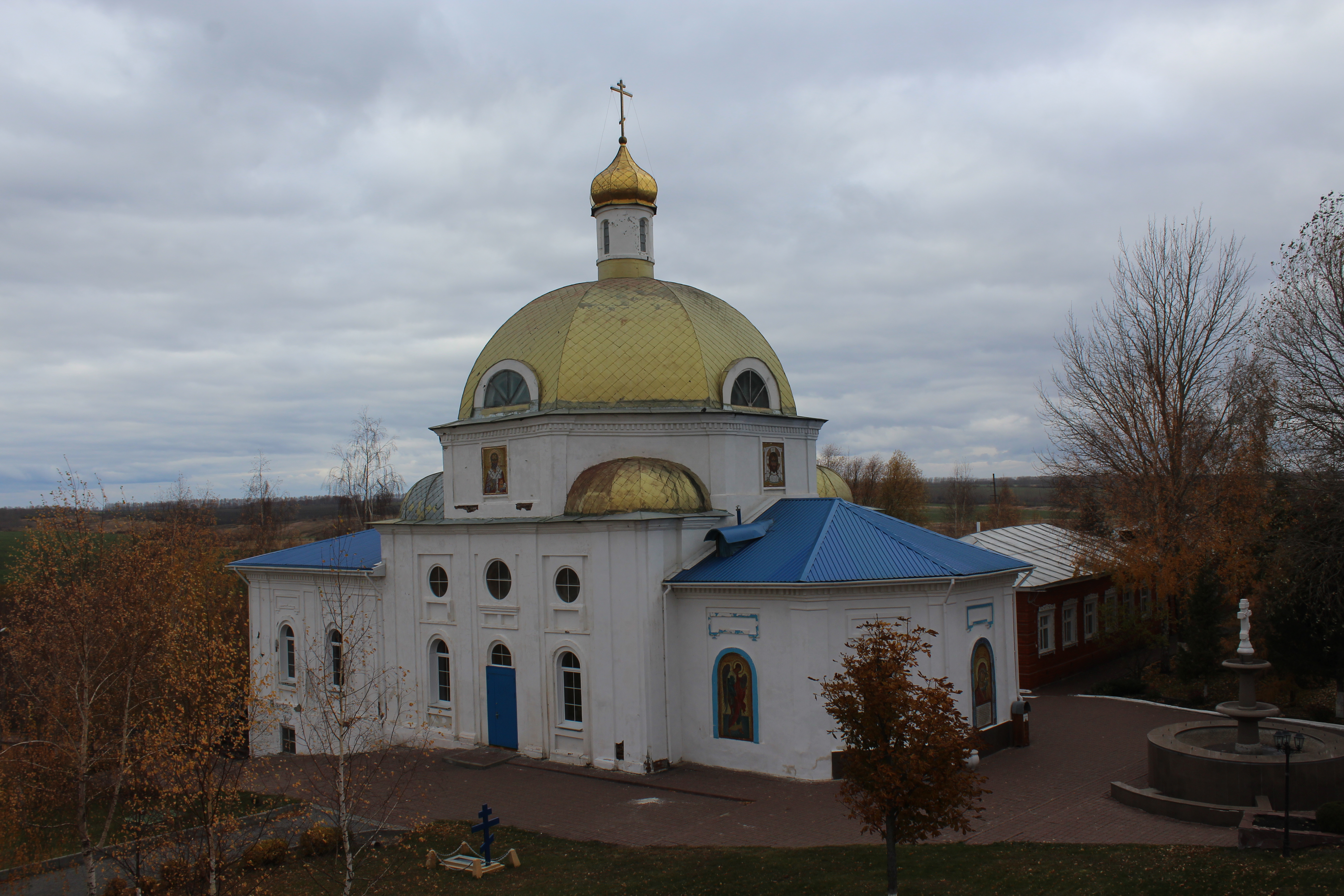
Храм в честь иконы Божией Матери «Казанская». Тургеневская Казанская Ключевская мужская пустынь

Деревянный храм был построен прихожанами в 1751 году. Престолов в нем два: главный в честь Воскрешения Христова и в пределе во имя преп. Сергия Радонежского.
При создании Симбирского наместничества в 1780 году село Тургенево, помещичьих крестьян, входило в Алатырский уезд. С 1796 года в Ардатовском уезде Симбирской губернии.
До революции это было село Тургенево Ардатовского уезда Симбирской губернии.
После революции жители Тургенева в основном занимались сельским хозяйством, в Четвертакове были развиты кустарные ремёсла. Некоторые жители Тургенева работали на мукомольной мельнице. В 1889 году алатырским торгово-промышленным товариществом «Попов Н. К. и Ко» была построена мукомольная мельница в селе Тургеневе, вошедшая в состав «Товарищества алатырских паровых и водяных мельниц» (ТАМ). В кирпичном корпусе мельницы было установлено деревянное оборудование. Это явилось причиной появления насекомых, которые портили муку, целыми эшелонами мука возвращалась назад. Мельница была застрахована, и хозяева решили её сжечь. Сгорело ещё и 45 крестьянских домов. Это произошло 12 июля 1902 г.
В 1905 году мельница была вновь пущена в эксплуатацию, но теперь уже с металлическим оборудованием: 2 паровых котла, 1 паровая машина мощностью 350 л. с., один жерновой постав, 18 вальцевых станков. Каждую весну на реке Алатырь начинали работать две водяные турбины в 60 и 100 л. с. Мельница работала круглые сутки и имела два отделения: пшеничное и ржаное. Таким образом, мельничный завод Попова и К представлял собой капиталистическое сельскохозяйственное производство с вывозом продукции в другие районы России и даже значительным экспортом за границу — Голландию, Финляндию, Германию, Чехию. Во время революции мельница некоторый срок не работала, потом снова была пущена. Производственная мощность после революции не увеличивалась, поэтому в производстве было занято небольшое количество рабочих, основная масса населения продолжала заниматься сельским хозяйством. В 1918 г. мельница была национализирована.
В советское время мельница так же продолжала работать. В последние годы до 1948 года мельничный завод работал с большими перебоями (3-4 месяца в год) из-за отсутствия сырья. По решению Совета Министров СССР от 6 апреля 1949 г. в корпусах бывшей Тургеневской мельницы был создан Ардатовский светотехнический завод.

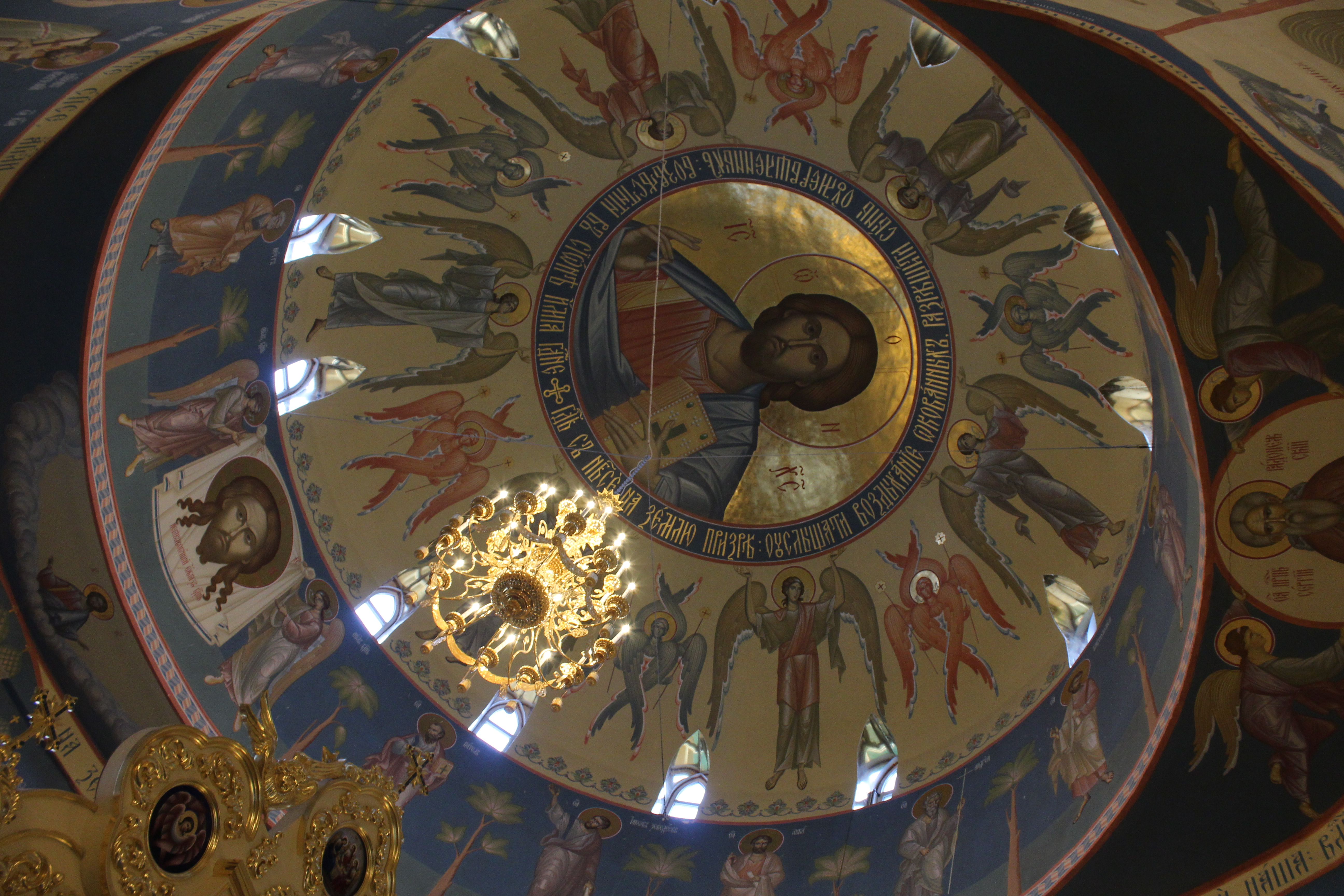
Декор купола в храме. Тургеневская Казанская Ключевская мужская пустынь

Статус посёлка городского типа — с 1960 года.

### Из биографии И. П. Тургенева
Иван Петрович Тургенев — отставной полковник Ярославского пехотного полка, был активным членом новиковского кружка. Кружок этот был масонским, за что Тургенева и был выслан в 1792 году в Симбирскую губернию, где у него были имения: Тургенево (в Киндяковке, неподалёку от Симбирска, на правом берегу Волги, он основал масонскую ложу «Златой Венец») и в Тургеневе Алатырского уезда, на берегу Алатыря.
У Ивана Тургенева были — жена Екатерина Семёновна и четыре сына: Александр, Андрей, Сергей и Николай. Из сыновей самой яркой фигурой был Николай. Он родился в 1789 году, когда грянул гром Великой французской революции. Он кончил Московский университет, был крупнейшим русским экономистом XIX века. На антикрепостническое мировоззрение Н. И. Тургенева оказало влияние его близкое знакомство с бытом и жизнью крепостного села Тургенево, что, в частности, видно из его дневника. В нём он описывает труд, бесправие и нищету крестьян. Так 27 июля 1819 года он пишет, что выходом из этого положения может быть освобождение крестьян от ненавистной барщины. 14 августа 1819 года, уезжая в Симбирск, он записал: «Я ещё более почувствовал сделать что-нибудь». Николай Иванович упоминал в дневнике: «В Ахматове и Тургеневе мужики рослые и видные, женщины вообще изрядны. Прогулка на лодке по Алатырю-реке мне очень понравилась: берега прелестные, — и это в вашем владении! Как бы не жить здесь, если бы у вас не было рабства. Фигуры рабов здесь ещё жальче, нежели в Москве». Николай Иванович Тургенев был декабристом и другом А. С. Пушкина, который вывел его в десятой главе «Евгения Онегина» под именем «хромой Тургенев».
Любили наш край и наш народ и братья Николая. Вот что писали 26 августа 1808 года Александр и Сергей Николаю в письме в Геттингем (Германия): «Теперь мы дадим тебе отчет о своем путешествии. Из Москвы мы поехали в Тургенево, где нашли всё в изрядном порядке и с благоговейною грустью вспомнили, что отец наш тут часто проводил дни своего ребячества и своей молодости. Ещё многие мужики его помнят и были товарищами его в детских играх. Прежде мы не знали об этом и не думали, что здесь для нас должно быть так дорого».
Николай Тургенев основал в селе Тургенево первую в уезде больницу для крестьян, по мере своих возможностей облегчал их экономическое положение. Вот что писал после посещения своих имений в Симбирской губернии: «Работа крестьян на господина посредством барщины есть почти то же самое, что работа негров на плантациях, с той только разницей, что негры работают, вероятно, каждый день, а крестьяне наши — только три раза в неделю, хотя, в прочем, есть такие помещики, которые заставляют мужиков работать 4, 5 и даже 6 дней в неделю. Увидев барщину и в нашем Тургеневе, после многих опытов и перемарав несколько листов бумаги, я решился барщину уничтожить и сделать с крестьянами условие, вследствие коего они обязываются платить нам 10000 рублей в год (прежде мы получали от 10 до 16 тысяч рублей)». Это было сделано на 42 года раньше отмены крепостного права !
По своим политическим взглядам Николай Тургенев был сторонником «Союза Благоденствия», являясь одним из его основателей и идейных руководителей. Во время восстания 14 декабря 1825 года на Сенатской площади он находился за границей, тем не менее был заочно приговорён к вечной каторге.
В первые двадцать лет заграничной жизни Тургенева его брат Александр всеми средствами добивался его оправдания. В 1837 году, чтобы устроить материальное положение брата Николая и его семьи, Александр Тургенев продал родовое симбирское имение Тургенево, получив за него весьма значительную сумму; точный размер её неизвестен, но в 1835 году оно было запродано другому лицу за 412000 руб. ассигн. Имение перешло в руки двоюродного брата Бориса Петровича, который дал честное слово «любить и жаловать крестьян», но тем не менее это была всё-таки продажа крестьян, против которой в эпоху Александра I оба брата всегда возмущались. В объяснение (но не в оправдание) этого факта следует, впрочем, упомянуть, что по смерти Александра его брат Николай, как государственный преступник, не мог бы унаследовать имения и остался бы с семьей без всяких средств.
Возвратился он в Россию только в 1857 году, проживал в своём имении в Симбирской губернии. С проведением «Положения об отмене крепостного права» Тургенев выделил крестьянам в долгосрочную аренду по баснословно дешёвым ценам того времени: по полтора рубля за десятину.
Н. И. Тургенев умер в 1871 г., похоронен в Париже. Немало сделал декабрист Николай Тургенев для села Тургенева. Усадьба Н. И. Тургенева находилась на месте Тургеневской средней школы.

## Население
| 1970  | 1979  | 1989  | 2002  | 2009  | 2010  | 2012  |
| ----- | ----- | ----- | ----- | ----- | ----- | ----- |
| 6555  | ↘6150 | ↘5614 | ↘5288 | ↘5102 | ↗5260 | ↘5190 |
| 2013  | 2014  | 2015  | 2016  | 2017  | 2018  | 2019  |
| ↘5089 | ↘4985 | ↘4942 | ↘4865 | ↘4819 | ↘4744 | ↘4671 |
| 2020  | 2021  |       |       |       |       |       |
| ↘4589 | ↘4453 |       |       |       |       |       |

## Известные люди
- Исаков, Василий Иванович (1913—1986) — советский ученый, доктор экономических наук, профессор.
- Поросёнков, Владимир Сергеевич (1930—2021), советский, российский врач. Народный врач СССР (1980).